# ميخايلا هروبا
ميخايلا هروبا (من مواليد 21 فبراير 1998) هي لاعبة ألعاب قوى تشيكية متخصصة في الوثب العالي، بدأت مسيرتها الرياضية في الثامنة من عمرها في بلانسكو، جمهورية التشيك. في البداية، استكشفت ركوب الدراجات والسباحة والترياتلون قبل التركيز على ألعاب القوى. في سن 15 عامًا، تخصصت في الوثب العالي. حاصلة على الميدالية الفضية في بطولة العالم لألعاب القوى للناشئين 2014 في يوجين، في عام نفسه فازت بالميدالية البرونزية في الألعاب الأولمبية للشباب 2014 في نانكينغ، والميدالية الذهبية في بطولة العالم للشباب لألعاب القوى 2015
تحت 17 عامًا. سبق لها التنافس في حدث الوثب العالي للسيدات ضمن دورة الألعاب الأولمبية الصيفية 2016 وحلت في المركز الثامن عشر، ثاني مشاركتها الأولمبية كنت من ضمن البعثة التشيكية في دورة الألعاب الأولمبية في باريس بعدما أعلنت اللجنة الأولمبية التشيكية القائمة النهائية المكونة من 113 رياضيا الذين سيمثلون جمهورية التشيك في دورة الألعاب الأولمبية في باريس 2024. شاركة في حدث القفز العالي للسيدات في دورة الألعاب الأولمبية الصيفية 2024، حيث لم تتمكن من تجاوز ارتفاع عارضة 1.92 متر وحلت في المركز الخامس عشر في مرحلة التصفيات ولم تتأهل إلى المرحلة النهائية.